# Hugon de hofnar
Hugon de hofnar is het drieëntwintigste stripverhaal uit de reeks van De Rode Ridder. Het is geschreven door Willy Vandersteen en getekend door Frank Sels. De eerste albumuitgave was in 1965.

## Het verhaal
Als een man stervend toekomt te Camelot doet Hugon, de koninklijke nar erg vreemd. Hij ontvreemdt het perkament dat de man bij had en vlucht weg. De man kwam immers uit de geboortestreek van Hugon en had een noodkreet bij zich. Zijn geboortestreek wordt geterroriseerd door een sekte die kinderen offert aan stenen raven. Johan en Lancelot snellen hem achterna en kunnen uiteindelijk samen komaf maken met de sekte, die niets minder bleek dan de wraak van de lokale burchtheer op zijn lijfeigenen.